# Careless (película)
Careless es una película estadounidense de comedia, romance y misterio de 2007, dirigida por Peter Spears, escrita por Eric Laster, musicalizada por John Frizzell, en la fotografía estuvo Byron Shah y los protagonistas son Colin Hanks, Rachel Blanchard y Fran Kranz, entre otros. Este largometraje fue producido por Friday Night Entertainment y se estrenó el 17 de mayo de 2007.

## Sinopsis
Wiley Roth halla un dedo amputado en el piso de la cocina. Ahora, junto a su padre y a su mejor amigo, van a buscar a quien pertenece.